# 尤雅
尤雅（1953年12月18日—），本名林麗鴻，台灣女歌手。台北市立景美女中肄業。

## 出道
尤雅自16歲開始在飯店駐唱。劉家昌看到她的演出，被她嗓音驚豔，衝到後台，問她：「要不要當歌星？」幾個月後，尤雅受邀上中視歌唱節目《每日一星》（播出期間：1969年11月3日至1972年10月12日，共1048集）演唱西洋歌曲。《每日一星》是由不同藝人輪流主持；恰巧她上的那一集，主持人正是劉家昌。她說，她和劉家昌的第一張合約，是用她駐唱的飯店之餐巾紙寫下的。她透露，劉家昌很疼新人，但也很會罵人，只是她並不怕劉家昌。

## 簡介
尤雅在1960年代就以童星身分出道，所演唱的都是台語歌曲，例如：《尤雅的阿哥哥》、《乎無良心的人》、《難忘的愛人》、《等無人》、《日落西山》等。
1970年，她憑著由劉家昌譜曲、林煌坤填詞、海山唱片發行的國語歌《往事只能回味》轟動華人地區的歌壇，並塑造了一位玉女型的歌星。張學友、劉德華都視她為偶像。
《往事只能回味》讓她一炮而紅，她也成為劉家昌第一個正式學生。她說，這張處女作，只讓她領到新台幣8000元的唱酬，因為當時沒有版稅制度。她還說：「我到目前出過一百二十三張唱片，沒有領過任何版稅！」她說，她的收入是從作秀而來。
除了《往事只能回味》外，劉家昌為尤雅寫了不少著名歌曲如《我找到自己》、《有我就有你》、《小雨》、《輕煙》等。後來，左宏元為她作的《為什麼春天要遲到》、《未曾留下地址》、《彩雲飛》，蔡榮吉的《心有千千結》，駱明道的《煙水寒》、《愛在飛揚》等成了尤雅的首本名曲。
1973年，她與日本CBS SONY簽約，前往日本發展兩年，灌錄4張EP與2張大碟。後來，她因結婚淡出歌壇，但是這場婚姻只維持三個月。離婚後，她以台語歌《等嘸人》重返歌壇，再度紅遍大街小巷。 
2006年9月5日，她回憶過往，一年出了5張專輯，每張專輯幾乎花不到3天時間，就把十多首歌曲錄完。她說，自己是「看心情而唱」，不是卯起來拚命賺錢的人；「這或許也是我的保養之道，不要太操勞；所以今天還能站在舞台上，唱歌給大家聽。」

## 作品列表

### 唱片
《往事只能回味》、《心有千千結》、《彩雲飛》、《等嘸人》、《我不知我愛你》等123張。

### 電影
- 《梅花 (電影)》
- 《往事只能回味》

### 電視劇
- 1971年 中視七點半檔閩南語連續劇《姊妹花》【與張健、李雅芳、周遊、劉林等合演】[1][2]
- 台視 愛的立誓

### 主持
- 中視《拍譜》（1974年至1975年）
- 緯來綜合台《金曲百樂門》
- 好消息衛星電視台《心靈音樂館》（2006年，與廖偉凡共同主持）
- 台視行動數位廣播網（TTV Mobile Radio）《群星會》（2007年）
- Astro AECAstro经典名曲歌唱大赛 评审（2017年、2019年）

### 廣告
- 金生麗水企業公司「ES實緊可麗霜」
- 嘉強電子「MIPRO無線麥克風」

## 家庭
1981年與三個月閃婚的髮型設計師前夫有一子，隔年離婚（亦有三年婚姻一說，未知是否另有一段婚姻）。1986年由美返台，兒子的撫養權交前夫。2010年徵婚（兒子已25歲），2016年與美国前男友復合并同居。

## 獎項
| 年份   | 獲提名         | 獎項                             | 結果 |
| ------ | -------------- | -------------------------------- | ---- |
| 2006年 | 《金曲百樂門》 | 第41屆金鐘獎歌唱綜藝節目主持人獎 | 提名 |

## 外部連結
- 赴星義唱過港警鴻一瞥:尤雅歌喉令人回味